# Kärnkemi
Kärnkemi är den delen av kemin som handlar om kemiska aspekter av radioaktivitet och andra fenomen som härrör ur atomkärnor. Kärnkemin kan delas in i delområden: radiokemi, strålningskemi, isotopkemi och transmutationskemi.

## Radiokemi
Radiokemin utnyttjar egenskaper hos radioaktiva isotoper för att studera kemiska processer. Ett exempel på detta kan vara att studera utbytet av en viss kemisk reaktion genom att märka en av reaktanterna med en radioaktiv isotop och sedan jämföra antalet sönderfall som registreras i produkten jämfört med i reaktanten.

## Strålningskemi
Strålningskemi studerar hur materia påverkas (kemiskt) av joniserande strålning. Ett viktigt område inom strålningskemin är att förstå hur strålning påverkar levande celler. Detta är viktigt bland annat för att kunna dosera radiofarmaka vid behandling mot cancer.

## Isotopkemi
Isotopkemin behandlar kemiska olikheter som uppstår mellan olika isotoper av ett grundämne. Isotopeffekterna är störst för mycket lätta grundämnen som till exempel väte. Ett exempel på detta är att tungt vatten, som innehåller väteisotopen deuterium, beter sig kemiskt annorlunda jämfört med vanligt vatten och därför kan framställas genom exempelvis destillering. Isotopskemi är också grundläggande för anrikning av radioaktiva grundämnen som uran.

## Transmutationskemi
Transmutationskemi är studerandet av grundämnens omvandling till andra grundämnen, antingen genom fusion, fission eller sönderfall.

## Övrigt
Förutom dessa tre områden kan även kemi användas för att studera nukleära fenomen som kärnreaktioner och radioaktivt sönderfall. Detta kan exemplifieras genom kemiska detektorer. Den så kallade Frickedetektorn är till exempel baserad på en kemisk oxidation av Fe2+ till Fe3+. 

## Tillämpningar
Det finns en uppsjö av tillämpningar för kärnkemi, bland annat medicin, energiproduktion och miljöforskning.